# Râul Jieț, Jiu
Râul Jieț este un curs de apă, afluent al râului Jiul de Est. Se formează la confluența a două brațe Roșiile și Ghereș

## Hărți
- Harta județului Hunedoara
- Harta munților Parâng [nefuncțională – arhivă]